# Arthur E. Popham
Arthur E. Popham, eigentlich Arthur Ewart Hugh Popham (* 22. März 1889 in Plymouth; † 8. Dezember 1970 in Islington, London), war ein britischer Kunsthistoriker. Er arbeitete die meiste Zeit seines Lebens im British Museum und wurde besonders als Verfasser von Katalogen bekannt. Pophams Arbeitsschwerpunkt lag auf italienischer Kunst.

## Biografie

### Ausbildung und Heirat
Popham ging zunächst auf das Dulwich College und das University College in London, bevor er schließlich auf das King’s College in Cambridge geschickt wurde, wo er 1911 graduierte. Zu seinem sozialen Umfeld gehörte die Bloomsbury Group. 1912 wurde er in der Abteilung für Drucke und Zeichnungen des British Museum angestellt. Im gleichen Jahr heiratete er Brynhild Olivier (1886/7–1935). 1926 heiratete er erneut, seine zweite Frau Rosalind Baynes (1891/2–1973) war eine Kusine seiner ersten.

### Erster Weltkrieg und zwanziger Jahre
Im Ersten Weltkrieg diente Popham beim Royal Naval Air Service, später bei den damals Royal Flying Corps genannten Luftstreitkräften. Danach nahm Popham seine Tätigkeit am British Museum wieder auf und verfasste den Katalog zur Sammlung niederländischer Zeichnungen des 15. und 16. Jahrhunderts. Ein Handbuch zum selben Thema erschien kurz darauf: „Drawings of the Early Flemish School“. Mit seinem Kollegen K[arl] T[heodore] Parker (1895–1992) gründete er das Magazin „Old Master Drawings“, das zwischen 1926 und 1940 herausgegeben wurde.

### Dreißiger Jahre und Zweiter Weltkrieg
Inzwischen erschienen weitere Kataloge, etwa für eine Ausstellung italienischer Zeichnungen in der Royal Academy of Arts (1930, veröffentlicht 1931), zur Fitzroy Fenwick Collection (1935) und zur Burlington House Collection. 1933 wurde er zum Deputy Keeper ernannt. Während des Bombenkriegs half er bei der Umlagerung der Sammlungen des Museums, um diese vor Schäden zu bewahren. Nach den Kriegswirren veröffentlichte er 1945 eine Bestandsaufnahme der Zeichnungen von Leonardo da Vinci.

### Nachkriegszeit
In den Nachkriegsjahren war Popham beim Ankauf von Drucken aus der Liechtenstein Collection für das British Museum bei der Auswahl beteiligt. Zusammen mit Johannes Wilde (1891–1970) veröffentlichte er 1949 einen Katalog der italienischen Zeichnungen des Windsor Castle. 1954 wurde Popham pensioniert, begann aber eine neue Laufbahn als Katalogisierer von Drucken für größere Auktionshäuser und andere Auftraggeber. Er arbeitete etwa als europäischer Ratgeber für die National Gallery of Canada in Ottawa. Ein Katalog der europäischen (außer den britischen) Zeichnungen der Ottawa Collection erschien 1965.
In der Zwischenzeit, 1955, erhielt er den Titel eines Honorary Fellow des King’s College in Cambridge. Bereits seit 1949 war er Mitglied der British Academy. Kurz vor seinem Tod beendete er einen Katalog mit den Zeichnungen des Parmigianino, zu dem seine Monografie „The Drawings of Parmigianino“ von 1953 bereits den Grundstein gelegt hatte. Seine Arbeit zu den Zeichnungen von Holkham Hall wurden in den Achtzigerjahren von Christopher Lloyd veröffentlicht.

## Wirkung
Popham machte sich besonders durch die Etablierung eines Kanons der Emilianischen Schule einen Namen. Vor allem die Namen Parmigianino und Correggio waren vor Popham in der englischsprachigen Welt nicht sehr bekannt.